# Lista de selos de Portugal Colónias - Cabo Verde
A categoria Portugal Colónias - Cabo Verde inclui todas as emissões próprias de Cabo Verde enquanto colónia de Portugal, durante o período de 1877 a 1974.
| 1877 - Cabo Verde - Tipo Coroa 1881 - Cabo Verde - Tipo Coroa, novas cores 1886 - Cabo Verde - D. Luís, fita Direita 1893 - Cabo Verde - D. Carlos I (1893) 1898 - Cabo Verde - D. Carlos I (1898) 1902 - Cabo Verde - D. Luís I, fita direita com sobretaxa - Cabo Verde - D. Carlos I, com sobretaxa (1902) - Cabo Verde - D. Carlos I, com sobrecarga "Provisório" 1903 - Cabo Verde - D. Carlos I, novas cores e valores 1905 - Cabo Verde - D. Carlos I, com sobretaxa (1905) 1911 - Cabo Verde - D. Carlos I, com sobrecarga "República" (1911) 1912 - Cabo Verde - D. Manuel II, com sobrecarga "República" - Cabo Verde - 4.º Centenário do Descobrimento do Caminho marítimo para a Índia, sobre selos de África - Cabo Verde - 4.º Centenário do Descobrimento do Caminho marítimo para a Índia, sobre selos de Macau - Cabo Verde - 4.º Centenário do Descobrimento do Caminho marítimo para a Índia, sobre selos de Timor 1914 - Cabo Verde - Ceres - Cabo Verde - D. Carlos I, com sobrecarga "República" (1914) 1915 - Cabo Verde - D. Luís I, com sobrecarga "República" - Cabo Verde - D. Carlos I, com sobrecarga "República" (1915) 1921 - Cabo Verde - 4.º Centenário do Descobrimento do Caminho marítimo para a Índia, com sobrecarga - Cabo Verde - D. Carlos I, com sobrecarga (1921) - Cabo Verde - Selos Fiscais de África "Taxa de Guerra", com sobretaxa 1922 - Cabo Verde - Ceres, novas cores e valores (1922) - Cabo Verde - D. Carlos I, com sobretaxa (1922) 1925 - Cabo Verde - D. Carlos I, com sobretaxa (1925) 1926 - Cabo Verde - Ceres, novas cores e valores (1926) 1931 - Cabo Verde - Ceres, com sobretaxa (1931) 1934 - Cabo Verde - Ceres, novo tipo 1938 - Cabo Verde - Império Colonial Português 1939 - Cabo Verde - Segunda Viagem Presidencial às Colónias 1948 - Cabo Verde - Império Colonial Português, com sobretaxa (1948) - Cabo Verde - Ceres novo tipo, com sobretaxa - Cabo Verde - Vistas de Cabo Verde - Cabo Verde - Nossa Senhora de Fátima 1949 - Cabo Verde - 75.º Aniversário da União Postal Universal 1950 - Cabo Verde - Ano Santo 1951 - Cabo Verde - Império Colonial Português, com sobretaxa (1951) - Cabo Verde - Encerramento do Ano Santo 1952 - Cabo Verde - Império Colonial Português, com sobretaxa (1952) - Cabo Verde - Descobrimentos - Cabo Verde - 1.º Congresso Nacional de Medicina Tropical - Cabo Verde - Exposição de Arte Sacra Missionária 1953 - Cabo Verde - Centenário do Selo Postal Português 1954 - Cabo Verde - 4.º Centenário da Fundação da Cidade de São Paulo - Cabo Verde - Viagem Presidencial (1954) 1958 - Cabo Verde - Centenário da Cidade da Praia - Cabo Verde - Exposição de Bruxelas 1959 - Cabo Verde - Sexto Congresso Internacional de Medicina Tropical e Paludismo 1960 - Cabo Verde - 5.º Centenário da Morte do Infante D. Henrique - Cabo Verde - V Centenário de Cabo Verde - Cabo Verde - 10.º Aniversário da Comissão de Cooperação Técnica na África ao Sul do Sahará 1961 - Cabo Verde - Escudos de Armas de Cabo Verde 1962 - Cabo Verde - Modalidades Desportivas - Cabo Verde - Erradicação do Paludismo 1963 - Cabo Verde - X Aniversário da TAP 1964 - Cabo Verde - Centenário do Banco Nacional Ultramarino 1965 - Cabo Verde - Centenário da União Internacional das Telecomunicações - Cabo Verde - Uniformes do Exército 1966 - Cabo Verde - 40.º Aniversário da Revolução Nacional 1967 - Cabo Verde - Centenário do Clube Militar Naval - Cabo Verde - Cinquentenário das Aparições da Nossa Senhora de Fátima 1968 - Cabo Verde - Viagem Presidencial (1968) - Cabo Verde - 5.º Centenário do Nascimento de Pedro Álvares Cabral - Cabo Verde - Motivos de Cabo Verde 1969 - Cabo Verde - Centenário do Nascimento de Gago Coutinho - Cabo Verde - 5.º Centenário do Nascimento de Vasco da Gama - Cabo Verde - Centenário da Reforma Administrativa Ultramarina - Cabo Verde - 5.º Centenário do Nascimento de D. Manuel I 1970 - Cabo Verde - Centenário do Nascimento do Marechal Carmona 1972 - Cabo Verde - 4.º Centenário da Publicação de "Os Lusíadas" - Cabo Verde - 20.º Jogos Olímpicos - Cabo Verde - Cinquentenário da 1.º Viagem Aérea Lisboa - Rio de Janeiro 1973 - Cabo Verde - Centenário da OMI-OMM (Organização Meteorológica Mundial) 1974 - Cabo Verde - Instalação da Dessalinização do Mindelo |